# Давидюк Володимир Дмитрович
Давидюк Володимир Дмитрович (13 травня 1946, Очеретянка) — історик, краєзнавець, заслужений вчитель України.

## Життєпис
Народився 13.05.1946 року в селі Очеретянка Червоноармійського району Житомирської області.
Закінчив історичний факультет Івано-Франківського педагогічного інституту ім. В.Стефаника.
З 1974 по 1975 роки працював в Маньковецькій середній школі Барського району Вінницької області.
В період часу з 1976 по 1987 роки працював вчителем історії в Червоноармійській середній школі.
З 1987 року по 2006 рік працював директором Очеретянської ЗОШ ім. К. М. Новрузалієва Червоноармійського району Житомирської області.
В 2008 році Указом Президента України присвоєно почесне звання Заслужений вчитель України.
Є засновником історико-краєзнавчого музею при Очеретянській ЗОШ ім. К. М. Новрузалієва та автором багатьох публікацій і видань про історію рідного краю та видатних людей Червоноармійщини.
Після виходу на заслужений відпочинок в 2006 році продовжував працювати вчителем історії в Очеретянській ЗОШ ім. К. М. Новрузалієва до 2014 року.
Більше ніж 40 років свого життя присвятив навчанню дітей. Створив у с. Очеретянка школу духовної культури, вихованості.
Автор книг:
- «Книга пам'яті району»,
- «Пам'ятки і пам'ятні місця Червоноармійщини»,
- «Сторінки історії Червоноармійщини. - Житомир: П.П. Євенок, 2004. -184 с.»,

про село Очеретянку (2007) та багато інших статей.
Володимир Дмитрович в школі с. Очеретянка створив комплекс музеїв: історії села, школи, Слави, природи, мистецтва нашого краю. Музею присвоєно звання «Зразковий музей».
Неодноразово обирався депутатом обласної та районної рад .
Помер Володимир Дмитрович 11 листопада 2017 року в місті Житомирі. Похований на цвинтарі у рідному селі Очеретянці Червоноармійського району Житомирської області.

## Джерело
1. ↑  Громадське обговорення. Архів оригіналу за 2 червня 2021. Процитовано 31 травня 2021.

- Заслужений вчитель України